# Алахан
Монастир Алахан (тур. Alahan Manastir) — ранньохристиянський монастир у провінції Мерсін, Туреччина. Розташований на території Ісаврії (сучасний Ічель), яка була частиною римської провінції Кілікія. Заснований в IV столітті як скельний монастир на південних схилах гірського ланцюга Таврских гір. Комплекс складається з трьох церков, що послідовно розташовані на довгій терасі.

## Історія
Монастир розташований в Ісаврії між Селевкією (Сіліфке) та Іконією (Конья).
Розкопки 1950–70-х років, проведені Британським інститутом в Анкарі під керівництвом М. Гофа, виявили 3 церкви:
- двонефна церква-хрещальня IV століття, у підлозі північного нефа викладений басейн у формі хреста.
- тринефна базиліка V століття з порталом, декорованим рельєфами з зображенням Христа в медальйоні, архангелів Михаїла і Гавриїла і тетраморфа з видіння Єзекіїля.
- тринефна церква, побудована приблизно не раніше 462 року, з пірамідальним дерев'яним наметом на кубовидному барабані. Нефи оформлені двоярусними аркатурами, інтер'єр храму декорований різьбою[2].